# EU-Meisterschaften 2003 (Boxen)
Die 1. EU-Meisterschaften der Herren im Boxen wurden im Jahr 2003 vom 10. bis zum 14. Juni im französischen Straßburg ausgetragen. Es wurden 42 Medaillen in 11 Gewichtsklassen vergeben.

## Medaillengewinner
| Klasse                       | Gold                         | Silber                      | Bronze                                                     |
| ---------------------------- | ---------------------------- | --------------------------- | ---------------------------------------------------------- |
| Halbfliegengewicht (– 48 kg) | Abdülkadir Koçak Türkei      | Rédouane Asloum Frankreich  |                                                            |
| Fliegengewicht (– 51 kg)     | Jérôme Thomas Frankreich     | Wiaczesław Molis Estland    | Felipe Martinez Spanien Don Broadhurst England             |
| Bantamgewicht (– 54 kg)      | Ali Hallab Frankreich        | Bashir Hassan Schweden      | Wilhelm Gratschow Deutschland Brian Gillan Irland          |
| Federgewicht (– 57 kg)       | Mejid Jelili Schweden        | David Mulholland England    | Ahmet Turan Türkei Jani Turunen Finnland                   |
| Leichtgewicht (– 60 kg)      | Selçuk Aydın Türkei          | Devis Boschiero Italien     | Guillaume Salingue Frankreich Andrew Murray Irland         |
| Halbweltergewicht (– 64 kg)  | Willy Blain Frankreich       | Paul McCloskey Irland       | Fernando Zamora Brunet Italien Albert Starikow Estland     |
| Weltergewicht (– 69 kg)      | Bülent Ulusoy Türkei         | Xavier Noël Frankreich      | Donatas Bondorovas Litauen Francisco Martinez Diaz Spanien |
| Mittelgewicht (– 75 kg)      | Sedat Üstüner Türkei         | Mamadou Diambang Frankreich | Ricardo Samms England Aleksander Rubiuk Estland            |
| Halbschwergewicht (– 81 kg)  | İhsan Yıldırım Tarhan Türkei | Kenneth Egan Irland         | John Dovi Frankreich Babacar Kamara Schweden               |
| Schwergewicht (– 91 kg)      | Vitaljus Subacius Litauen    | Andreas Gustavsson Schweden | Alan Reynolds Irland Spyridon Kladouchas Griechenland      |
| Superschwergewicht (+ 91 kg) | Modo Sallah Schweden         | Sebastian Köber Deutschland | Ahmet Aksu Türkei Mehdi Aouiche Frankreich                 |

## Medaillenspiegel
| Rang   | Nation       | Gold | Silber | Bronze | Gesamt |
| ------ | ------------ | ---- | ------ | ------ | ------ |
| 1      | Türkei       | 5    | –      | 2      | 7      |
| 2      | Frankreich   | 3    | 3      | 3      | 9      |
| 3      | Schweden     | 2    | 2      | 1      | 5      |
| 4      | Litauen      | 1    | –      | 1      | 2      |
| 5      | Irland       | –33  | 2      | 3      | 5      |
| 6      | England      | –    | 1      | 2      | 3      |
| 6      | Estland      | –    | 1      | 2      | 3      |
| 8      | Deutschland  | –    | 1      | 1      | 2      |
| 8      | Italien      | –    | 1      | 1      | 2      |
| 10     | Spanien      | –    | –      | 2      | 2      |
| 11     | Griechenland | –    | –      | 1      | 1      |
| 11     | Finnland     | –    | –      | 1      | 1      |
| Gesamt | Gesamt       | 11   | 11     | 22     | 44     |